# Нова кора
Нова́ кора́, також відома як неоко́ртекс або і́зокортекс — це ділянка головного мозку ссавців, яка відповідає зовнішньому шару півкуль головного мозку, і становить основну частину кори в людини, на відмінну від нижчих ссавців у котрих вона лише намічена. Сама по собі вона складається з шести різних шарів, пронумерованих від I до VI. Вона бере участь у вищих когнітивних функціях, таких як сенсорне сприйняття, довільний руховий контроль, просторове мислення, свідомість і мова.
На відміну від неокортексу існують терміни архікортекс (наприклад, гіпокамп) і палеокортекс (наприклад, нюхова цибулина), що входять до лімбічної системи. Кора — це зовнішній сірий шар кори головного мозку, який оточує білу речовину. Разом із кістковомозковим каналом, що лежить нижче, неокортекс утворює неопалліум. Неопалліум — це кора головного мозку.

## Еволюція
Дослідження в галузі порівняльної анатомії показали, що неокортекс — це недавня еволюція мозку, і що він розвинувся після і поверх інших шарів кори.
Неокортекс відсутній у риб і земноводних; він зустрічається на ранній стадії у деяких рептилій; і на різних стадіях в інших тварин. Вона погано розвинена у щурів і котів, але дуже розвинена у приматів, де вона навіть складніша, ніж у людини. Для порівняння, неокортекс становить 20% від маси мозку землерийки й 80% від маси мозку людини.

## Анатомія

Частки неокортексу людини: лобова (синя), тім'яна (жовта), потилична (рожева) і скронева (зелена).

Неокортекс складається з сірої речовини, клітинних тіл нейронів і немієлінізованих волокон, на відміну від глибшої білої речовини, яка в основному складається з мієлінізованих аксонів. Він містить два основних типи нейронів: 
- Збудливі пірамідні нейрони (~80% нейронів неокортексу)
- Гальмівні інтернейрони (~20%)

Її структура є однорідною: вона майже завжди складається з шести різних шарів, які відрізняються за типом нейронних клітин та зв'язками, які вони встановлюють. Однак деякі ділянки дещо відрізняються, наприклад, моторна кора, яка не має IV шару.
У неокортексі можна виділити основні нейронні ланцюги:
- Наприклад, пірамідні нейрони верхніх шарів II й III проєктують свої аксони в інші шари неокортексу.
- На відміну від них, глибокі шари V і VI проєктують свої аксони переважно за межі неокортексу до таких структур, як таламус, стовбур мозку або спинний мозок.
- Нейрони IV шару отримують синаптичні зв'язки лише ззовні кори (переважно з таламуса) і передають цю сенсорну інформацію в інші шари кори для обробки.

Окрім цієї горизонтальної організації, нейрони неокортексу розташовані у вертикальних структурах, які називаються неокортикальними стовпчиками. Вони утворюють циліндри діаметром 0,5 мм і глибиною 2 мм. Вважається, що ці структури є незалежними одиницями обробки інформації, кожна з яких отримує і обробляє певний тип сенсорних стимулів від певної частини тіла. Ці стовпчики повторюються майже ідентично і являють собою функціональну одиницю неокортексу. У людини налічується близько півмільйона колонок неокортексу, кожна з яких містить приблизно 60 000 нейронів. Однак теорія, що лежить в основі стовпчастої організації кори головного мозку, все ще обговорюється.
Неокортекс поділяється на лобову, тім'яну, потиличну і скроневу частки, які виконують різні завдання. Наприклад, потилична частка містить первинну зорову кору, а скронева — первинну слухову кору. Більш дрібний поділ кори дозволяє виділити більш специфічні функції. У людини лобова частка містить ділянки, присвячені навичкам, які найбільш розвинені у нашого виду, наприклад, складна обробка мови, розташована у вентролатеральній префронтальній корі (зона Брока). У приматів (включаючи людину) соціальні та емоційні функції розташовані в орбітофронтальній корі.
На додаток до цих анатомічних визначень, іноді існує функціональне розмежування, як у випадку з тезою про триєдиний мозок, де неокортекс відрізняють від рептильного та лімбічного мозку.